# Евдокия Ласкарина
Евдокия Ласкарина е никейска принцеса – дъщеря на никейския император Теодор I Ласкарис и на византийската принцеса Анна Ангелина.
Евдокия е сестра на унгарската кралица Мария Ласкарина и на никейската имератрица Ирина Ласкарина.
През 1221 г. Евдокия е сгодена за латинския император Робер дьо Куртене. Бракът трябвало да скрепи сключения малко преди това мир между двете империи, но плановете на баща ѝ се провалят заради острата съпротива на вселенския патриарх. Освен това след смъртта на Теодор I Ласкарис през август същата година планираният брак между Евдокия и Робер вече не стои на дневен ред и поради политиката на новия никейски император Йоан III Дука Ватаци, който изоставя пролатинската политика на предшественика си и прогонва братята на покойния император, също привърженици на сближаването с латините. Последните намират убежище в Константинопо, откъдето с латинска военна помощ правят неуспешен опит да отстранят Йоан III Дука Ватаци от престола, но единственият резултат от това е, че Никея губи контрол върху почти цяла Северозападна Мала Азия. В започналите мирни преговори с латините Йоан III Дука Ватаци отново предлага ръката на балдъзата си на латинския император. Този път обаче откъзът идва от страна на император Робер дьо Куртене, като някои изтъкват като причина силното увлечение на последния по една дама в Константинопол, чийто баща бил убит при Адрианопол.
През 1226 г. Евдокия е сгодена за австрийския херцог Фридрих II Бабенберг – син на византийската принцеса Теодора Ангелина и Леополд VI Бабенберг. Бракъ е уреден с помощта на сестрата на Евдокия – унгарската кралица Мария Ласкарина, в двора на която Евдокия пребивава известно време. Годежът между Евдокия и Фридрих обаче е разтрогнат през 1229 г.
През 1230 г. с помощта на никейската импетарица Ирина Ласкарина, съпруга на Йоан III Дука Ватаци и сестра на Евдокия, Евдокия Ласкарина е омъжена за Ансо дьо Кайо, който става регент на Латинската империя през 1237 г. За последен път за нея се споменава около никейската обсада на Цурулум от 1247 г., когато Ансо поверява управлението на крепостта на Евдокия, разчитайки, че Йоан III няма да посмее да щурмува града, защитаван от балдъзата му. Никейците обаче превземат града и Евдокия, която е заловена, е изпратена обратно в Константинопол.
Евдокия умира вероятно преди 1253 г., откогато датира едно разрешение за брак, издадено от папа Инокентий IV на Ансо (Анселм) дьо Кайо и Мария Ангелина.
Вероятно Евдокия Ласкарина е майка на една от известните дъщери на Ансо, която също носи името Евдокия дьо Кайо.

## Семейство
- Ансо дьо Кайо, син на барона. През 1273 г. е на служба при Шарл I Анжуйски, като вице-крал на Албания.
- Евдокия дьо Кайо (†1275), дъщеря на барона. Съпруга на Дрю дьо Бомон (Dreux de Beaumont) (†1276/77), сеньор на Сен-Женевиев, маршал на Сицилия.